# Station Skibno
Station Skibno is een spoorwegstation in de Poolse plaats Skibno (district Powiat Koszaliński). Het station telt 2 perrons.